# Synidotea bathyalis
Synidotea bathyalis är en kräftdjursart som beskrevs av Gurjanova 1955. Synidotea bathyalis ingår i släktet Synidotea och familjen tånglöss. Inga underarter finns listade i Catalogue of Life.